# Dienia truncicola
Dienia truncicola är en orkidéart som först beskrevs av Rudolf Schlechter, och fick sitt nu gällande namn av Mark Alwin Clements och David Lloyd Jones. Dienia truncicola ingår i släktet Dienia och familjen orkidéer.
Artens utbredningsområde är Sulawesi. Inga underarter finns listade i Catalogue of Life.